# Hemibagrus pluriradiatus
Hemibagrus pluriradiatus är en fiskart som först beskrevs av Vaillant 1892.  Hemibagrus pluriradiatus ingår i släktet Hemibagrus och familjen Bagridae. IUCN kategoriserar arten globalt som livskraftig. Inga underarter finns listade i Catalogue of Life.